# Freedom House
     Libero (86)
     Parzialmente libero (59)
     Non libero (50)
     Libero
     Parzialmente libero
     Non libero
     Libero
     Parzialmente libero
     Non libero

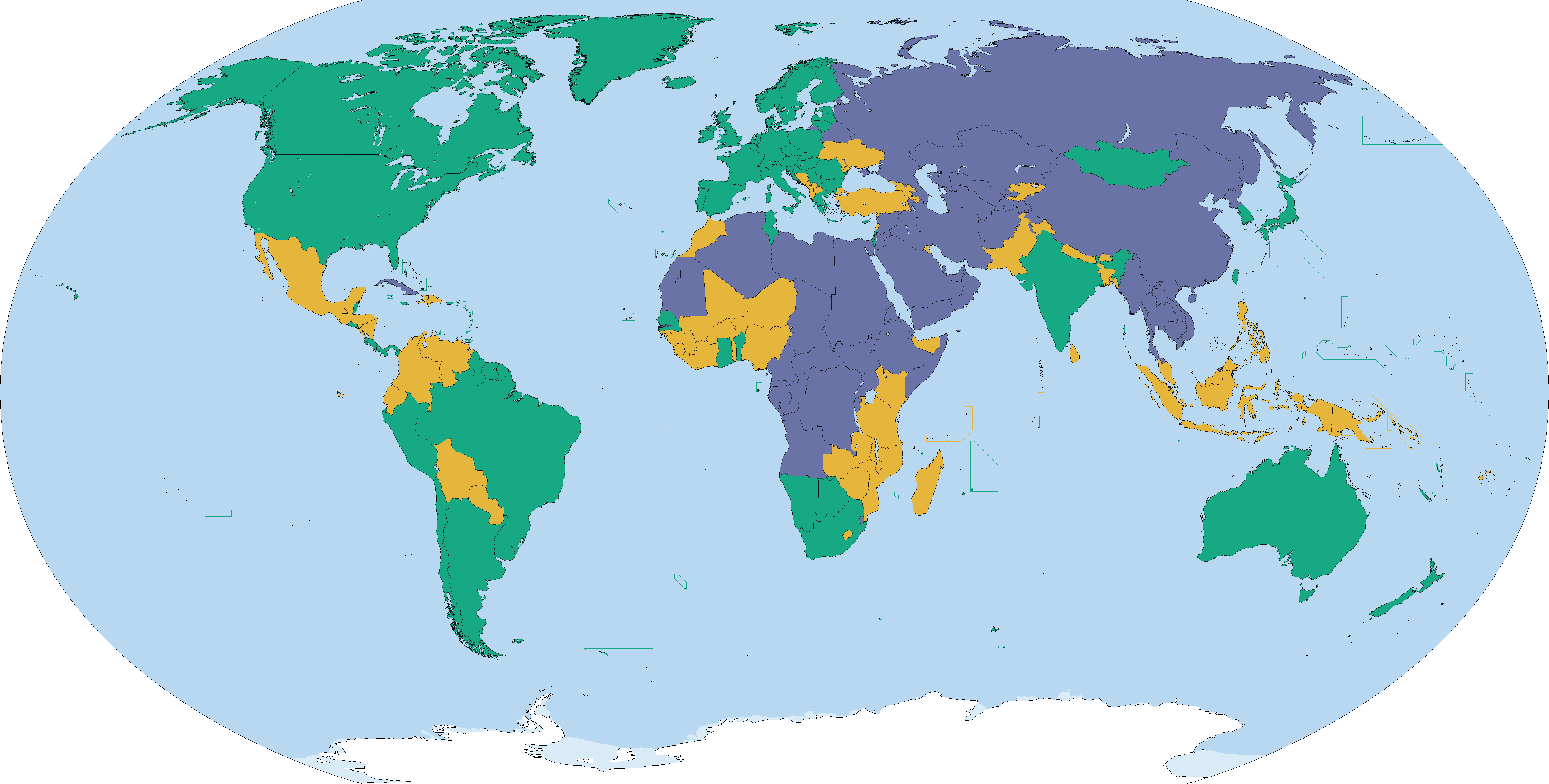
Rapporto 2016 di Freedom in the world sullo stato della libertà nel mondo nel 2015, una misura fortemente correlata con altri indicatori di democrazia..
Libero (86)
Parzialmente libero (59)
Non libero (50)

I Paesi evidenziati in blu vengono definiti "Democrazie Elettorali" nel rapporto 2016 di Freedom in the world relativo all'anno 2015.

Percentuale di paesi circa l'indicatore di libertà, nel periodo 1973-2013.
Libero
Parzialmente libero
Non libero

Rapporto 2015 di Freedom of the Press sullo stato della libertà di stampa nel mondo nel 2014.
Libero
Parzialmente libero
Non libero

Freedom House è una organizzazione non governativa internazionale, con sede a Washington, D.C., che conduce attività di ricerca e sensibilizzazione su democrazia, libertà politiche e diritti umani. Freedom House pubblica un rapporto annuale dal titolo Freedom in the world (Libertà nel mondo) che misura il grado di libertà civili e diritti politici garantiti in ciascun paese, un indicatore utilizzato da diverse ricerche di scienza politica. Altri rapporti annuali pubblicati da Freedom House sono Freedom of the Press e Freedom on the Net, che misurano la libertà di stampa e la libertà di internet nel mondo.

## Origine e finanziamenti
L'organizzazione venne fondata da Wendell Willkie, Eleanor Roosevelt, George Field, Dorothy Thompson, Herbert Bayard Swope, e altri nel 1941. Freedom House si descrive come "una voce chiara per la democrazia e la libertà in tutto il mondo". Il gruppo afferma che "la leadership americana negli affari internazionali è essenziale per la causa dei diritti umani e della libertà", e che questo può essere conseguito innanzitutto attraverso le "analisi, azioni di sensibilizzazione e azione" condotte dal gruppo.
Freedom House afferma che:
Recentemente ha dato supporto ai cittadini coinvolti nelle rivoluzioni in Serbia, Ucraina, Georgia e Kirghizistan.
Freedom House riceve circa il 90% dei suoi finanziamenti dal governo federale degli Stati Uniti d'America, assieme a donazioni da altre fonti, quali la Bradley Foundation, la Smith Richardson Foundation, il governo dei Paesi Bassi, la Nicholas B. Ottaway Foundation, la John D. and Catherine T. MacArthur Foundation, la John S. & James L. Knight Foundation, la John Hurford Foundation, ed altri.

## Missione
Come affermato da Freedom House:

## Libertà di stampa

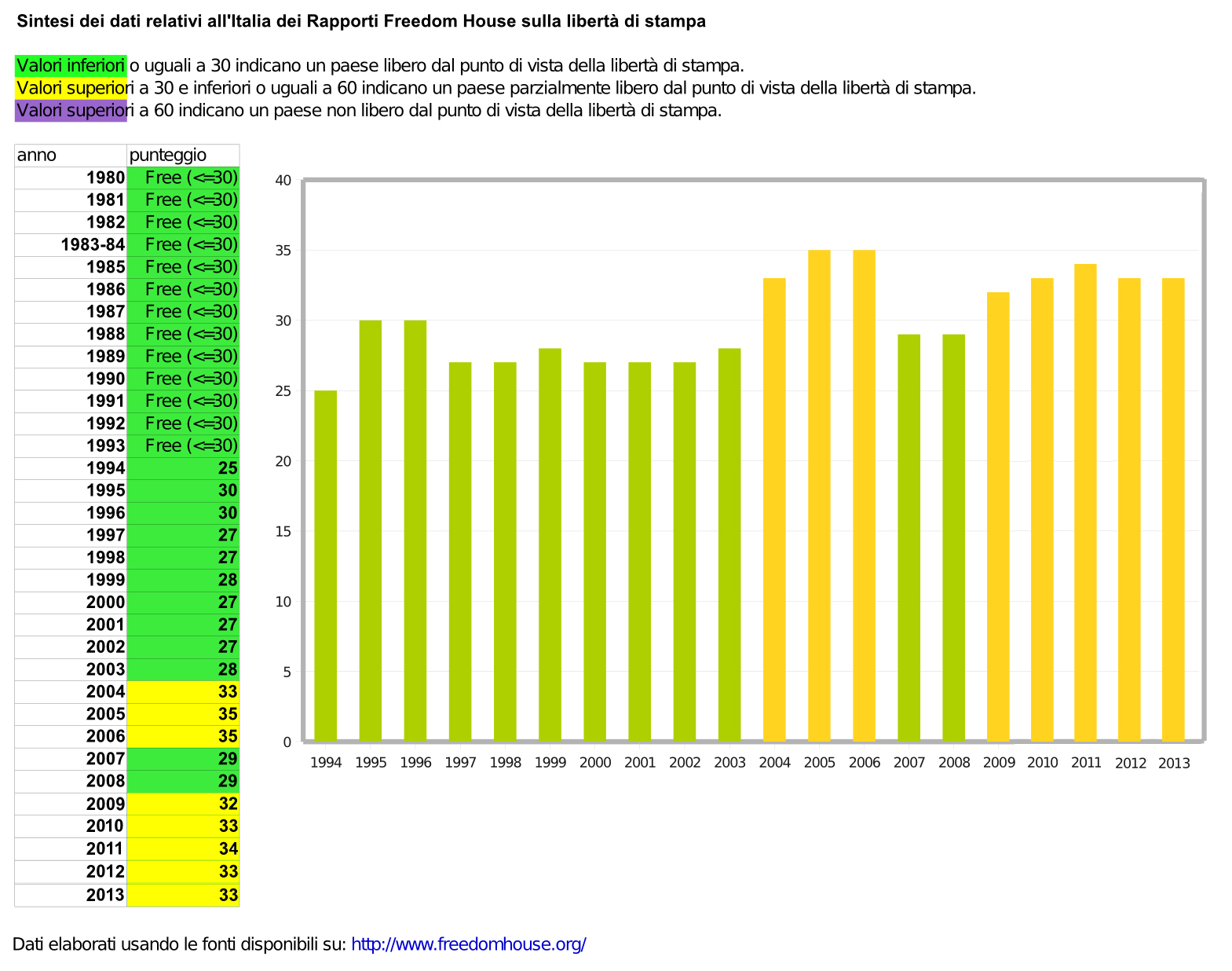
Dati di Freedom House sulla libertà di stampa in Italia nel periodo 1980-2013

Freedom House stila anche una classifica degli Stati del mondo in relazione alla libertà di stampa. Fino al 2002, l'Italia era classificata come paese libero. Il livello è stato declassato a parzialmente libero tra il 2003 e il 2005, nel corso del mandato del governo Berlusconi II e III, a causa di «vent'anni di amministrazione politica fallimentare», la controversa Legge Gasparri del 2003 e soprattutto la possibilità per il premier di influenzare la RAI, un conflitto d'interessi tra i più sfacciati del mondo.
Dopo essere stata riclassificata come paese "libero" per quanto riguarda la libertà di stampa nel 2006 e 2007 durante il governo Prodi II, l'Italia è stata di nuovo declassificata a "parzialmente libero" a partire dal 2008 con il governo Berlusconi IV e i successivi governi. L'Italia costituisce una «anomalia nella regione», secondo Freedom House, che riporta nello specifico i crescenti tentativi del governo di interferire con la politica editoriale dei mezzi di comunicazione pubblici, in particolare circa la copertura degli scandali del premier Silvio Berlusconi.
Nel 2024 l'Italia risulta avere un punteggio di 90/100.

## Critiche
Alcuni critici di Freedom House, tra cui Noam Chomsky, ne hanno contestato la parzialità geopolitica perché riceve fondi dal governo statunitense per perseguire alcuni scopi.